# Älmhults handelsplats
Älmhults handelsplats invigdes 2013 i Älmhult. På handelsplatsen är ett Ikea-varuhus och även Ikea-fynd etablerade samt tolv butiker som tillhör andra butikskedjor. Handelsplatsen ägs av Ikea Centres.